# Colorful Guizhou Airlines
Colorful Guizhou Airlines (кит. 多彩贵州航空) — китайская бюджетная авиакомпания со штаб-квартирой в городском округе Гуйян (провинция Гуйчжоу, КНР), работающая в сфере региональных пассажирских перевозок. Первая частная авиакомпания в Гуйчжоу.
Портом приписки перевозчика и его главным транзитным узлом (хабом) является международный аэропорт Гуйян Лундунбао.

## История
Colorful Guizhou Airlines была основана 19 июня 2015 года в качестве совместного предприятия двух китайских инвестиционных холдингов — «Guizhou Industrial Investment (Group) Co., Ltd.» и «Weining County Construction Investment Group», разрешение на создание перевозчика было выдано Администрацией гражданской авиации Китайской Народной Республики днём ранее. Первоначально компании планировалось дать название Duocai Guizhou Airlines, однако вследствие маркетинговой политики и рекламы властей провинции Гуйчжоу было принято решение в пользу Colorful Guizhou Airlines, что символизирует большое разнообразие традиций и культур в провинции.
В июне 2015 года авиакомпания разместила заказ на 17 самолётов Embraer E-Jet, 7 единиц из которых в твёрдом заказе и 10 единиц — по опциону. Общая сумма сделки составила 834 миллиона долларов США. К 2020 году перевозчик планирует расширить флот до 30 воздушных судов, а в будущем — до 120—140 лайнеров.
Первый самолёт Colorful Guizhou Airlines получила 5 декабря 2015 года, второй — уже 18 декабря того же года 15 декабря 2015 года авиакомпания подала в CAAC заявку на получение сертификата эксплуатанта.
31 декабря 2015 года Colorful Guizhou Airlines начала операционную деятельность, выполнив свой первый регулярный рейс из Гуйяна в Бицзе.

## Общие сведения
Оба холдинга, образовавшие авиакомпанию, инвестировали в неё порядка одного миллиарда юаней.
Председателем совета директоров Colorful Guizhou Airlines является Чжай Ян, который одновременно является председателем совета директоров финансового холдинга «Guizhou Industrial Investment Group».

## Маршрутная сеть
В феврале 2016 года маршрутная сеть регулярных перевозок авиакомпании Colorful Guizhou Airlines охватывала следующие пункты назначения:

## Флот
В январе 2016 года авиакомпания Colorful Guizhou Airlines эксплуатировала следующие самолёты:
| Тип самолёта | В эксплуатации | Заказано | Опцион | Пассажирских мест | Примечания |
| Тип самолёта | В эксплуатации | Заказано | Опцион | Y                 | Примечания |
| Embraer 190  | 2              | 5        | 10     | 98                |            |